# Lin Ivarsson
Lin Viktoria Ivarsson, född 8 januari 1996, är en svensk alpin skidåkare inom disciplinerna störtlopp och Super-G. Ivarsson har kört i världscupen sedan 2017 och har som bäst en tjugoförsta plats i Lake Louise från 2019. Världscuppoäng har hon tagit tre gånger.